# سيد الرماة و الفاناديين
سيد الرماة و الفانديين (魔弾の王と戦姫 تُنطق باليابانية : مادان نو أوه تو فاناديزو، ترجمة حرفية . "ملك الرصاصة السحرية و الفانديين") هي سلسلة روايات يابانية خفيفة من تأليف كسوكاسا كاواجوتشي و من رسوم يوشي ☆أو و هيناتا كاتاجيري . تدور أحداث رواية سيد الرماة والفاناديين ، في دولة برون الأوروبية الخيالية تحت قيادة الملك فارون. برون على حافة حرب أهلية بسبب تدهور صحة الملك فارون والصراع على السلطة بين وريثي المملكة. حيث يرسل الزكتايديين ، أعداء دولة برون القدماء ، العذراء المحاربة إليونورا فيلتاريا لمهاجمة برون. بعد القبض على النبيل البرونزي تايغرفورمود فورن ، يجب على إيلن مساعدة في استعادة السلام والنظام إلى دولة برون .  

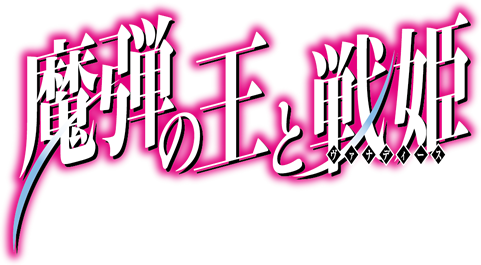

تم إصدار رواية سيد الرماة والفاناديين من قبل شركة ميديا فاكتوري في مجلتها إم أف بونكو جي في الـ 25 من أبريل لعام 2011 و قد نشرت الرواية في 18 مجلد تانكوبون ، وآخر مجلد تم إصداره في الـ25 من نوفمبر لعام 2017. و تم أنتاج مانغا علي نفس أحداث الرواية من قبل المانغاكا نوبوهيكو ياناي و تم أصدار المجلد الأول في نوفمبر 2011 من مجلة كوميك فلابير الشهرية ، وتم تجميع المانغا في ثمانية مجلدات متاحة حاليًا اعتبارًا من 19 سبتمبر 2015. و بعد النجاح الكبير الذي حققته المانغا و الرواية الخفيفة قررت الشركة صاحبة حقوق النشر تحويل الرواية إلي مسلسل أنمي مكون تلفزيوني من 13 حلقة من أنتاج أستديو ساتلايت و تم بث الأنمي علي قناة AT-X و عدة شبكات أخرى في الفترة بين 4 أكتوبر و 27 ديسمبر 2014. و من ثم حصلت شركة فانميشن علي حقوق نشر الأنيمي في أمريكا الشمالية ، و شركة مادمان أنترتينمنت علي حقوق نشر الأنمي في أستراليا ونيوزيلندا . و علي الناحية الأخري حصلت شركة أنمي لميتيد على حقوق نشر الأنمي في بريطانيا .

## القصة
في نسخة موازية من أوروبا ، يعاني الملك فارون حاكم مملكة برون (باليابانية : ブリューヌ تنطق باليابانية :بولينو) من مرض بحيث أن هذا المرض يجعله علي حافة الموت فذلك يؤدي إلى نزاع بين الدوقين البرونزيين فيليكس آرون ثوناردييه وماكسيميليان بينوسا غانيلون للسيطرة على السلطة في المملكة . وردا على ذلك قامت عدو مملكة برون القديمة مملكة زكتيد (باليابانية : ジスタート تنطق باليابانية : جيسوتاتو) بأرسال و احدة من أقوي قواد المملكة و هي العذراء المحاربة (باليابانية 戦姫 تنطق باليابانية : سينكي) إليونورا فيلتاريا لتدخل في المعركة التي تدور في سهول دينانت. Tigrevurmud Vorn ، عدد Brunish من الألزاس والناجي الوحيد من معركة، تم القبض عليه بعد ذلك من قبل إيلين. في وقت لاحق ، قام الكونت البرونزي ماشاس رودانت بإبلاغ برتراند المصاحب لـ Tigre أن زيون ابن ثيناردييه يخطط لإخضاع الألزاس. يعود تيغر بمساعدة إيلين ، إلى الألزاس ، حيث ينقذ الخادمة تيتا . بعد قتل زيون ، تسافر إيلين إلى سيليسيا عاصمة مملكة زكتيد ، لإبلاغ ملك زكتيد فيكتور آرثر فولك إستيس تور زكتيد بغزواها لدولة برون ، وبمساعدة من العذراء المحاربة بوليسيا وصوفيا أوبرتاس ، وافق فيكتور على تعين تايغر كجنرال له. و تقبل إيلين أيضًا غريمتها العذراء المحاربة لودميلا لوري ، وهي أيضًا من أنصار ثيناردييه. يتحد كل من `` إيلين '' مع `` تايغر '' ويسافرون إلى موطن `` ميلا '' أولوموتس لمحاربة العذراء المحاربة. تدرك ميلا نوايا تيغر لإنقاذ الألزاس ، وتعلن حيادها في الحرب. بمساعدة من فيكونت تيريتوي هوجيس أوجير وابنه جيرارد ، يتم إعادة تنظيم جيوش برون و زكتيد المدمجة في جيش عاصفة النيزك الفضية.